# Bidasoa
Bidasoa je řeka ve Španělsku, dlouhá 66 km. Pramení na svazích pyrenejské hory Pico de Astaté nedaleko vesnice Errazu. Teče přes území Navarry k severozápadu, na dolním toku tvoří v desetikilometrovém úseku státní hranici mezi Španělskem a Francií. U města Hondarribia se vlévá do estuáru Txingudi, který je výběžkem Biskajského zálivu. Na řece leží Bažantí ostrov, který je pod společnou správou Francie a Španělska.
Název řeky je odvozen od baskického slova bida (cesta) a názvu starověkého města Oiasso. Na horním toku se jí říká také Baztan. Nejdelšími přítoky jsou Zeberia, Ezkurra a Latsa. V povodí Bidasoy převažují dubové a kaštanovníkové lesy bohaté na houby, řeku obývá množství ryb, jako losos obecný, úhoř říční, vranka obecná, placka pomořanská, střevle potoční nebo hrouzek iberský.
Podle řeky se jmenuje házenkářský klub CD Bidasoa Irún, mistr Španělska v roce 1995, i tzv. bidasojská malířská škola, jejíž příslušníci se na počátku 20. století inspirovali okolní krajinou.